# Confissões de Adolescente
Confissões de Adolescente é uma série de televisão brasileira exibida entre 22 de agosto de 1994 e 30 de novembro de 1996, em 49 episódios divididos em 3 temporadas, sendo a primeira temporada produzida pela TV Cultura e as duas seguintes pela Band, com reprise posterior na própria Cultura. Baseada no livro Confissões de Adolescente, de Maria Mariana, foi escrita pela própria autora em parceria com Daniel Filho e Euclydes Marinho, tendo roteiros ainda de Domingos de Oliveira, Patrícia Perrone, Maria Helena Nascimento e Maria Claudia Oliveira. A direção geral é de Daniel Filho.
Recebeu uma indicação ao Emmy Internacional de melhor programa infanto-juvenil em 1995.

## Enredo
A trama gira em torno de quatro irmãs adolescentes de idades e personalidades distintas; Carol (Deborah Secco), de 13 anos, masculinizada e rebelde; Natália (Dani Valente), de 16 anos, sonhadora, delicada e insegura. Bárbara (Georgiana Góes) de 17 anos, aventureira e vivida; Diana (Maria Mariana), de 19 anos, responsável e mais madura que as demais. Diana também é quem narra as histórias. Ainda há Paulo (Luis Gustavo) um advogado bem-sucedido e pai ausente das meninas, sendo Diana e Bárbara filhas do primeiro casamento, Carol do segundo e Natália filha adotiva de Paulo com uma namorada falecida. 
No dia-a-dia destas irmãs ocorrem as descobertas, duvidas e mistérios típicos dos adolescentes como crises de identidade, paixões, gravidez, sexo e drogas. 

## Elenco

### Principal
| Ator/atriz       | Personagem                  | Temporadas | Temporadas | Temporadas |
| Ator/atriz       | Personagem                  | 1ª 1994    | 2ª 1996    | 3ª 1996    |
| ---------------- | --------------------------- | ---------- | ---------- | ---------- |
| Maria Mariana    | Diana Araújo                |            |            |            |
| Georgiana Góes   | Bárbara Araújo              |            |            |            |
| Dani Valente     | Natália Araújo              |            |            |            |
| Deborah Secco    | Ana Carolina Araújo (Carol) |            |            |            |
| Camila Capucci   | Ana Carolina Araújo (Carol) |            |            |            |
| Luis Gustavo     | Paulo Araújo                |            |            |            |
| Jean-Luc Moreau  | Vincent Chapelle            |            |            |            |
| Claudine Ancelot | Hélène Chapelle             |            |            |            |
| Veronica Antico  | Stéphanie Chapelle          |            |            |            |
| Marie-Provence   | Béatrice Chapelle           |            |            |            |
| Romain Redler    | Patrick Chapelle            |            |            |            |

### Secundário
| Ator/atriz       | Personagem              | Temporadas | Temporadas | Temporadas |
| Ator/atriz       | Personagem              | 1ª 1994    | 2ª 1996    | 3ª 1996    |
| ---------------- | ----------------------- | ---------- | ---------- | ---------- |
| Mariana Oliveira | Juliana Oliveira (Juba) |            |            |            |
| Leandra Leal     | Mariana                 |            |            |            |
| Dudu Azevedo     | Danton                  |            |            |            |
| Mila Chaseliov   | Lia                     |            |            |            |
| Sabrina Rosa     | Ingrid                  |            |            |            |
| Analu Prestes    | Dona Terezinha          |            |            |            |
| Yoann Sover      | Martin                  |            |            |            |

## Episódios
| Temporada | Temporada | Episódios | Exibição original     | Exibição original      |
| Temporada | Temporada | Episódios | Estreia da temporada  | Final da temporada     |
| --------- | --------- | --------- | --------------------- | ---------------------- |
|           | 1.ª       | 22        | 22 de agosto de 1994  | 16 de janeiro de 1995  |
|           | 2.ª       | 14        | 1 de junho de 1996    | 31 de agosto de 1996   |
|           | 3.ª       | 13        | 7 de setembro de 1996 | 30 de novembro de 1996 |

## Trilha sonora

### Nacional
1. "O Beijo" - Kid Abelha
2. "Fúria e Folia" - Barão Vermelho
3. "Nos Lençóis desse Reggae" - Zélia Duncan
4. "Sina" - Gilberto Gil
5. "Balada Triste" - Ira!
6. "Um Contrato com Deus" - Ed Motta
7. "Engenho de Dentro" - Jorge Ben Jor
8. "Só de Sacanagem" - Renata Arruda
9. "Salsa Punk" - Mulheres Q Dizem Sim
10. "Nem sempre se pode ser Deus" - Titãs
11. "Maluco Beleza" - Banda Mel

### Volume 2
1. "Garota de Ipanema" - Maria Mariana
2. "Montuno Sampling" - Vocal Sampling
3. "Como eu Quero" - Kid Abelha
4. "Girl in my Life" - Giovanni
5. "Catedral" - Zélia Duncan
6. "Stand by me" - Ben E. King
7. "Que Maravilha" - Maria Mariana
8. "Sexy Girl" - Snow
9. "Eu Amo Você" - Leo Jaime
10. "Keep Faith" - Mount Moriah Baptist Church Choir
11. "She's Mine" - Fito Páez & Djavan
12. "Medo" - Tabu
13. "Groovin" - The Young Rascals
14. "The Girl from Ipanema" - Maria Mariana

### Internacional
1. "Wild World" - Mr. Big
2. "Lovesick" - Undercover
3. "Can We Talk" - Tevin Campbell
4. "El Amor Despues Amor" - Fito Páez
5. "There she goes" - Chris Rea
6. "Emotional Catastrophe" - Dr. Sin
7. "Love for Love" - Robin S.
8. "Who's fooling who" - Double You
9. "Sweat (A La La La La Long)" - Inner Circle
10. "De Piez a Cabeza" - Maná
11. "Good 4 We" - D-Influence
12. "Tongue" - Johnny Heartsman

## Prêmios
- Em 1996 ganhou o Prix Jeunesse como Melhor Programa de Ficção para Adolescente.

## Reprise
Foi reprisada pela TV Cultura de 17 de junho a 21 de outubro de 2024 nas segundas-feiras ás 19h30, como parte das comemorações dos 55 anos do relançamento do canal, em episódios remasterizados com a tecnologia 4K e no formato de imagem em 16:9, utilizando o recurso da inteligência artificial.

## Filme
Em 2013 foi gravada a adaptação cinematográfica Confissões de Adolescente, com estreia marcada para o verão de 2014 e dirigida por Daniel Filho.